# Partido Nacional Republicano (Segunda República española)
El Partido Nacional Republicano (PNR) fue un pequeño partido republicano de centro que, bajo el liderazgo de Felipe Sánchez-Román, existió durante el periodo de la Segunda República española. Aunque de reducido tamaño y representación, tuvo gran influencia, especialmente en círculos académicos. Estaba compuesto fundamentalmente por profesionales y pequeños industriales progresistas.

## Historia
Felipe Sánchez-Román era un prestigioso jurista y político republicano. Había sido uno de los participantes en el pacto de San Sebastián y había obtenido un escaño por Madrid como independiente en las elecciones a Cortes Constituyentes de 1931, dentro de la candidatura republicano-socialista.
En las elecciones de 1933, Sánchez-Román rehusó integrarse en otras candidaturas republicanas y se presentó en solitario de nuevo por Madrid, sin conseguir escaño (aunque obtuvo una votación estimable, unos 27 000 votos, el 5% de los electores). A finales de julio de 1934, Sánchez-Román fundó el Partido Nacional Republicano, integrando a exdiputados procedentes del grupo Al Servicio de la República (ASR), como Justino de Azcárate o radicalsocialistas, como Ramón Feced, tras la negativa de Sánchez-Román a aceptar la invitación de Martínez Barrio y Gordón Ordás para confluir en Unión Republicana (UR), a cuya derecha se ubicaría el Partido Nacional Republicano.
Durante 1935, el Partido Nacional Republicano creó, junto con Izquierda Republicana (IR) y Unión Republicana (UR), el embrión de lo que luego sería el Frente Popular. El 12 de abril de ese año, los tres partidos publicaron un manifiesto dado a conocer por la prensa que exigía el fin de la represión, se oponía a cualquier reforma constitucional y anunciaba una futura coalición electoral entre los tres partidos. Los tres partidos aprobaron un programa electoral en agosto, pero no lo hicieron público a la espera de llegar a un acuerdo con el PSOE, siendo Sánchez-Román el principal artífice del texto. El propósito de unir al PSOE a la coalición tuvo éxito y a finales del año, el PSOE anunció su disposición a integrarse en la coalición de izquierdas. Sin embargo, el empeño de Largo Caballero en extender el pacto a diversas organizaciones situadas a la izquierda del propio PSOE llevó al Partido Nacional Republicano a abandonar el que ya era conocido como Frente Popular, debido a la negativa de Sánchez-Román a compartir coalición con los comunistas. El Partido Nacional Republicano acordó no concurrir a las elecciones de febrero de 1936, prohibiendo a sus organizaciones provinciales el apoyo a ningún candidato centrista.
En mayo el partido aprobó el borrador de un manifiesto, que no llegó a hacerse público, en el que llamaba a la constitución de un gobierno fuerte con amplia base social y dotado de amplios poderes que fuese capaz de acabar con los extremismos de derecha e izquierda.
La última intervención relevante del Partido Nacional Republicano antes de su virtual desaparición durante la Guerra Civil fue su contribución al gobierno «nonato» que Martínez Barrio trató de constituir el día 19 de julio de 1936. El Partido Nacional Republicano aportó tres representantes al gabinete (el propio Sánchez-Román, como ministro sin cartera; Justino de Azcárate, como ministro de Estado (Exteriores); y Ramón Feced, como ministro de Agricultura), que no llegó a constituirse.